# Dark Avenger
Dark Avenger (на български – „Тъмният отмъстител“) е псевдоним на български създател на компютърни вируси, активен в края на 80-те и началото на 90-те години.
Добива световна популярност след като писаните от него вируси се разпространяват не само локално, но и глобално, като достигат САЩ и Австралия.

## История и произход
В края на 80-те и началото на 90-те години, персоналните компютри все още не са широко разпространени в България. Такива притежават единствено ограничен кръг от хора, свързани с висшите кръгове сред управляващите.
Въпреки това, покрай стремежа за развитието на отраслите електроника и информатика в България, и по-специално покрай проекта Правец, голяма част от училищата и университетите разполагат с компютри за образователните нужди на специалностите с профил информатика, което благоприятства развитието на интерес към компютрите при подрастващото тогава поколение.
В свой брой от април 1988 г., излизащото по това време списание „Компютър за Вас“ публикува статия за съществуващите по това време компютърни вируси и дори кратки инструкции за създаването им.
Няколко месеца по-късно, в България се разпространяват и няколко чуждестранни вируса, между които „Виена“, „Пинг Понг“ и „Каскада“ (Cascade).
Интересът, провокиран от статията, както и от самите вируси е голям, което кара младите български програмисти да започнат да експериментират с писането на собствен зловреден код.
Скоро след това се появява и първата вълна от български вируси, между които „Старият Янки“ (Old Yankee) и „Ваксина“. Първата поява на Dark Avenger е през пролетта на 1989 г.

## Вируси
Първият вирус, написан от Dark Avenger, се появява в началото на 1989 г. и съдържа съобщението:

„Този вирус е написан в град София (C) 1988-89 Dark Avenger“
В оригинал 
"This program was written in the city of Sofia (C) 1988-89 Dark Avenger"
По тази причина вирусът става известен като Dark Avenger, на името на своя автор.
Заразяването с вируса става лесно – ако той е зареден в паметта, само копирането или отварянето на даден файл, е достатъчно същият да бъде заразен.
Допълнително, вирусът презаписва произволен сектор на твърдия диск на всяко 16-о стартиране на заразена програма, което води до прогресивното унищожаване на файловете и директориите, съхраняващи информация на диска. Повредените от вируса файлове съдържат низа „Еди живее... някъде във времето!“ (Eddie lives... somewhere in time!), което е вероятна препратка към албума на Айрън Мейдън – Somewhere in Time.
Поради силно заразната си природа, вирусът бързо се разпространява в световен мащаб, достигайки Западна Европа, СССР, САЩ и дори Източна Азия., което дори му носи малки статии в New York Times и Washington Post.
Първият вирус скоро е последван от нови. Dark Avenger е смятан за автор на следните вируси: Dark Avenger, V2000 (в две версии), V2100 (в две версии), 651, „Диамант“ (Diamond), „Номенклатура“ (Nomenklatura), 512 (шест версии), 800, 1226, Proud, Evil, Phoenix, Anthrax, Leech.
За основен канал за разпространяването на своите вируси, Dark Avenger използва популярните по това време BBS (Bulletin Board Systems).
В различните си варианти вирусите съдържат и други съобщения:
- Zopy (sic) me – I want to travel
- Only the Good die young...

Вирусът Dark Avenger включва и следния низ:
- Copyright (C) 1989 by Vesselin Bontchev

Ако вирусът намери заредена в паметта програма, съдържаща този низ в себе си (напр. някоя от антивирусните на Веселин Бончев), компютърът бива изключен.
От техническа гледна точка, най-забележимото във вирусите на Dark Avenger е използването на полиморфична структура и свойството им да мутират. Той е създател на полиморфното ядро MtE, което по своята същност е програмна рамка, можеща лесно да бъде внедрена в обикновени вируси, превръщайки ги в полиморфни. Свойството на компютърните вируси да видоизменят собствения си програмен код с цел да избегнат засичане от антивирусен софтуер бива прогнозирано от Фред Коен, и използвано от Марк Уошбърн при създаването на неговия вирус 1260 през 1990 г. Около година след това, вирусите на Dark Avenger започват да използват полиморфен код.
Съществува противопоставяне между Dark Avenger и компютърният вирусолог Веселин Бончев, като вирусите V2000 и V2100 умишлено са подписани от името на Веселин Бончев.

## Самоличност
Самоличността на човека зад псевдонима Dark Avenger остава публично неизвестна, макар че някои факти за него стават известни от интервюто му със Сара Гордън и от детайли, споделени от Веселин Бончев.
Предполага се, че Dark Avenger е почитател на хевиметъл музиката. Съобщението в първия вирус „Eddie lives...somewhere in time“, може да се свърже с талисманът на Айрън Мейдън – Еди. В допълнение, Somewhere in Time е заглавието на шестия албум на групата. Освен това в своето интервю със Сара Гордън, Dark Avenger заявява, че името му идва от „една стара песен“
Manowar имат песен озаглавена Dark Avenger, в своя дебютен албум.

## Интервю със Сара Гордън
Dark Avenger обменя съобщения със Сара Гордън – американски журналист, работещ в сферата на информационната безопасност, и в частност над ранните прояви на програмисти, пишещи вируси, хакери и др. – чрез популярен по това време BBS за обмяна и обсъждане на зловреден код. Самата тя, бивайки заразена с вирус, тръгва по следите на авторите им, осъществявайки журналистическо разследване. Записките ѝ по-късно са оформени като интервю, в което се съдържат детайли за личността на Dark Avenger.
В него стават ясни част мотивите му – защо и как е започнал да пише вируси, и осъзнаването на факта, че унищожаването на чужда информация може да има последствия, за които не е предполагал.
Степента, до която Dark Avenger, се разкрива на Гордън, кара някои да предполагат, че той е дълбоко привлечен от нея. Dark Avenger дори ѝ кръщава компютърен вирус.